# Niek Vossebelt
Niek Vossebelt, né le 8 août 1991, est un footballeur néerlandais évoluant actuellement au poste de milieu de terrain au Roda JC.

## Palmarès
- Champion des Pays-Bas de D2 en 2014 avec le Willem II Tilburg